# イスラーム・シャー
イスラーム・シャー（Islam Shah, 1507年 - 1554年11月22日）は、北インド、スール朝の第2代君主（在位：1545年 - 1554年）。

## 生涯

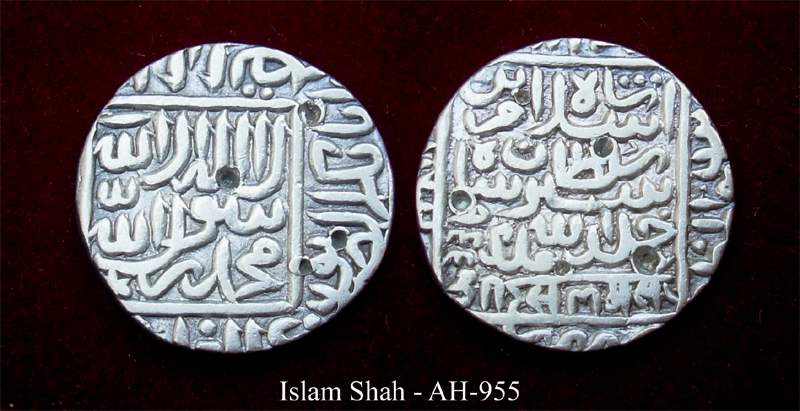
イスラーム・シャーのルピー銀貨

1545年5月、父王シェール・シャーが不慮の死を遂げたため、跡を継いだ。
イスラーム・シャーは父の遺志を継ぎ、改革を継続した。彼は諸法を成文化し、イスラーム法を解釈できる一部の者たちへの依存の必要性をなくした。また、イスラーム・シャーは貴族の権力を制限し、兵士らには現金で給与を支払うことにした
だが、イスラーム・シャーは貴族の忠誠心を勝ち取るのではなく徹底した血の粛清で対応し、王の権威を重んじるように強要したため、人望を得れなかった。そればかりか、兄弟の起こした反乱やアフガン人の間に発生した部族間の対立もあって、その治世はこれらの対応に追われた。そのうえ、フマーユーンがデリーに舞い戻ってくる可能性もあったため、領土の拡大もできなかった。
1554年11月、イスラーム・シャーは死去し、幼少の息子であるフィールーズ・シャーが跡を継いだ。だが、彼は一カ月足らずで殺害され、たちまち権力闘争が起こってスール朝は衰退の道を歩んだ。